# Harmony: The Fall of Reverie
Harmony: The Fall of Reverie ist ein Adventurespiel von Dontnod Entertainment. Es erschien am 8. Juni 2023 für Windows und Nintendo Switch, und am 22. Juni 2023 für PlayStation 5 und Xbox Series X/S.

## Handlung
Polly kehrt nach mehreren Jahren im Ausland in ihre Heimatstadt Atina zurück. Ihre Mutter ist unter mysteriösen Umständen verschwunden. Bevor Polly die Suche überhaupt beginnen kann, findet sie in den Habseligkeiten ihrer Mutter ein seltsames Amulett, das sie in eine Parallelwelt wirft: Reverie. Hier leben wundersame, gottähnliche Wesen, die „Bestrebungen“ genannt werden und menschliche Eigenschaften und Haltungen symbolisieren. Sie erfährt, dass sie die Gabe des Hellsehens hat. Polly muss in die Zukunft sehen und eine Apokalypse verhindern, die das Gleichgewicht zwischen ihrer Welt und der der Götter bedroht.

## Spielprinzip und Technik
Der Spieler übernimmt die Kontrolle über die Protagonistin Polly, die in ihre Heimatstadt Atina zurückgekehrt ist, nachdem sie vom Verschwinden ihrer Mutter erfahren hat. Der Spieler liest sich durch die Geschichte und muss an bestimmten Punkten im Spiel Entscheidungen treffen. Dazu besucht der Spieler die Mantik, einen Baum mit Knotenpunkten, die für verschiedene Entscheidungen stehen. Je nach Entscheidung des Spielers nimmt die Geschichte eine andere Wendung und versperrt andere Knotenpunkte, was zu einem von mehreren Enden führt.

## Entwicklung
Das Spiel wurde von Dontnod Entertainment entwickelt, wobei Cyrille Combes der ausführende Produzent war. Die Musik wurde von Lena Raine komponiert und Amaury Balandier war für die künstlerische Gestaltung verantwortlich. Das Spiel wurde komplett auf Englisch vertont, unter anderem mit Shala Nyx, Jennifer English, Jacqui Bardelang, Timothy Watson, Rachel Atkins, Roly Botha, Abigail Thorn, Helen Aluko, Ramon Tikaram, Karl Queensborough und Natalie Gumede. Die Lokalisierung ins Deutsche, Französische und Spanische wurde von Warlocs durchgeführt, wobei Christophe Pallarès für die Koordination der Lokalisierung und die französische Lokalisierung verantwortlich war und Marcel Weyers die deutsche Lokalisierung übernommen hat.

## Veröffentlichung
Harmony: The Fall of Reverie wurde am 9. Februar 2023 angekündigt und eine Demo war während der LudoNarraCon vom 4. bis 8. Mai auf Steam erhältlich. Es wurde am 8. Juni 2023 für Microsoft Windows und Nintendo Switch und am 22. Juni für PlayStation 5 und Xbox Series veröffentlicht.

## Rezeption
Aus 32 aggregierten Wertungen erzielte Harmony: The Fall of Reverie für PC auf Metacritic einen Score von 75.